# 明石市
明石市（日语：／ Akashi shi */?）是位於日本兵庫縣南部瀕臨明石海峡的城市，現為中核市。
轄區為東西向狹長形，緊鄰瀨戶內海播磨灘，南部隔海為淡路島，自古即為阪神與播磨、淡路、四國往來的交通要衝，在明石海峽大橋通車前，為明石淡路渡輪的出發港口。
日本標準時間是依據東經135度子午線所制定，這條子午線正好通過轄區內，明石市也以此為主題設計了城市吉祥物「時之童」。

## 人口
| 明石市人口分布圖 |                                               |  |
| 明石市與日本全國年齡別人口分布比較圖 （2005年資料） | 明石市的年齡、男女別人口分布圖 （2005年資料） |  |
| ■紫色是明石市 ■綠色是全国 | ■藍色是男性 ■紅色是女性                       |  |
| 明石市人口變化 \| 1970年 \| 206,532人 \| \| \| 1975年 \| 234,905人 \| \| \| 1980年 \| 254,869人 \| \| \| 1985年 \| 263,363人 \| \| \| 1990年 \| 270,722人 \| \| \| 1995年 \| 287,606人 \| \| \| 2000年 \| 293,117人 \| \| \| 2005年 \| 291,027人 \| \| \| 2010年 \| 290,959人 \| \| \| 2015年 \| 293,409人 \| \| \| 2020年 \| 303,601人 \| \| |                                               |  |
| 資料來源：日本總務省統計中心提供之人口普查數據 |                                               |  |
| 1970年 | 206,532人                                     |  |
| 1975年 | 234,905人                                     |  |
| 1980年 | 254,869人                                     |  |
| 1985年 | 263,363人                                     |  |
| 1990年 | 270,722人                                     |  |
| 1995年 | 287,606人                                     |  |
| 2000年 | 293,117人                                     |  |
| 2005年 | 291,027人                                     |  |
| 2010年 | 290,959人                                     |  |
| 2015年 | 293,409人                                     |  |
| 2020年 | 303,601人                                     |  |

## 歷史
在江戶時代最初屬於姬路藩的領地，1617年被單獨除拆分為明石藩，建立明石城，由於位於交通要衝，都交由譜代大名或親藩大名負責治理。
1889年日本實施町村制時，成立了明石町，隸屬明石郡，1919年11月1日改制為明石市，成為兵庫縣內第四個設置的市級行政區劃，當時全市面積7.7平方公里，人口約3萬2千人；明石郡林崎村、大久保町、魚住村和加古郡二見町先後在1942年及1951年併入，現在已成為面積49.42平方公里，人口近30萬人的城市。
1955年曾舉行是否與相鄰神戶市合併的投票，但最終未獲得通過。

### 變遷表
| 1889年4月1日 | 1889年-1926年        | 1926年-1944年           | 1944年-1954年            | 1954年-1989年 | 1989年-現在 | 現在   |
| ------------ | -------------------- | ----------------------- | ------------------------ | ------------- | ----------- | ------ |
| 明石町       | 1919年11月1日 明石市 | 1919年11月1日 明石市    | 明石市                   | 明石市        | 明石市      | 明石市 |
| 林崎村       | 林崎村               | 1942年2月1日 併入明石市 | 明石市                   | 明石市        | 明石市      | 明石市 |
| 魚住村       | 魚住村               | 魚住村                  | 1951年1月10日 併入明石市 | 明石市        | 明石市      | 明石市 |
| 大久保村     | 大久保村             | 1938年4月1日 大久保町   | 1951年1月10日 併入明石市 | 明石市        | 明石市      | 明石市 |

## 交通

### 鐵路
- 西日本旅客鐵道（JR西日本）
  - 山陽新幹線：（←神戶市） - 西明石車站 - （播磨町→）
  - 山陽本線（JR神戶線）：（←神戶市） - 朝霧車站 - 明石車站 - 西明石車站 - 大久保車站 - 魚住車站 - （播磨町→）
- 山陽電氣鐵道
  - 本線：（神戶市） - 大藏谷車站 - 人丸前車站 - 山陽明石車站 - 西新町車站 - 林崎松江海岸車站 - 藤江車站 - 中八木車站 - 江井島車站 - 西江井島車站 - 山陽魚住車站 - 東二見車站 - 西二見車站 - （播磨町→）

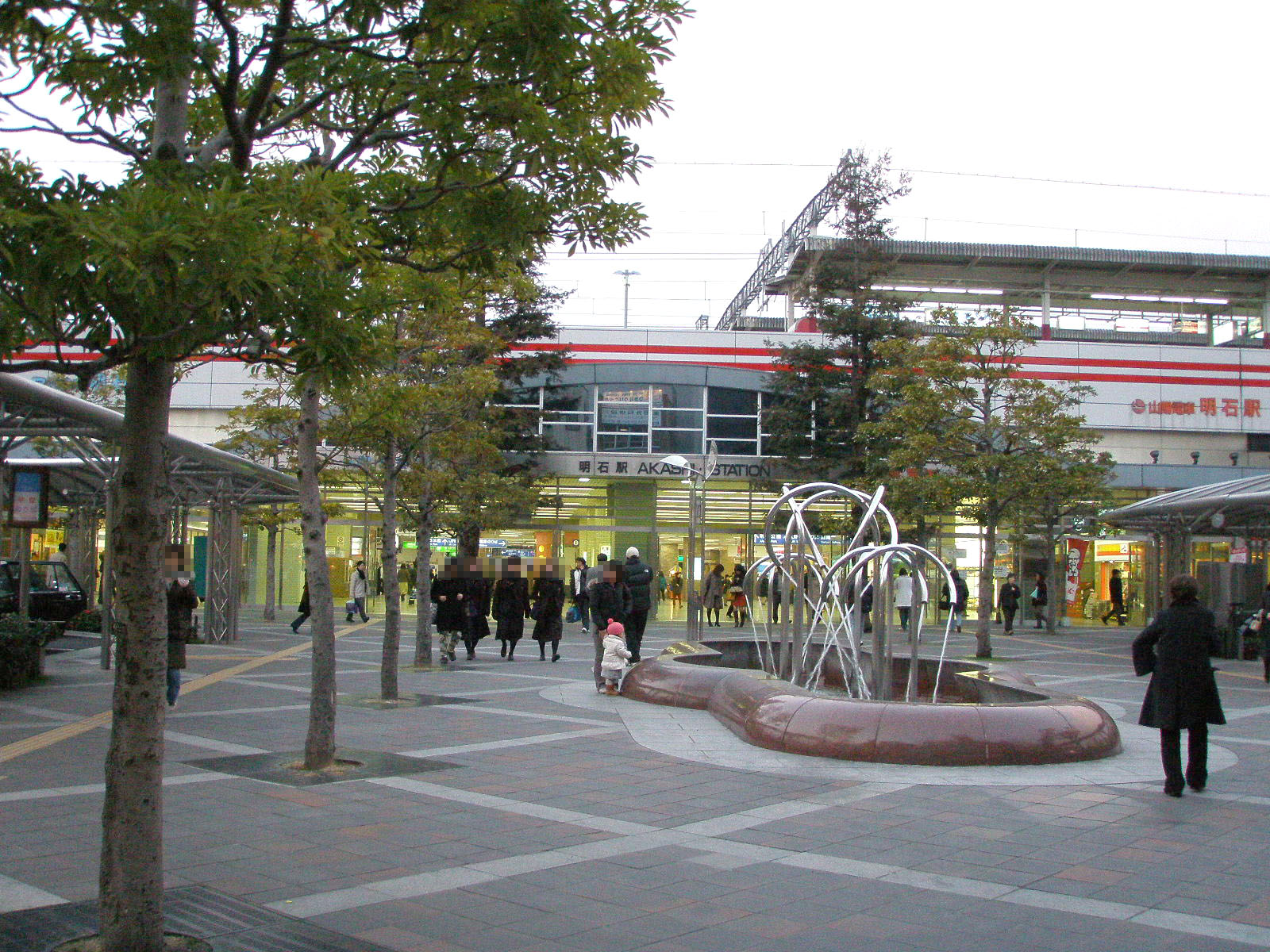
明石車站
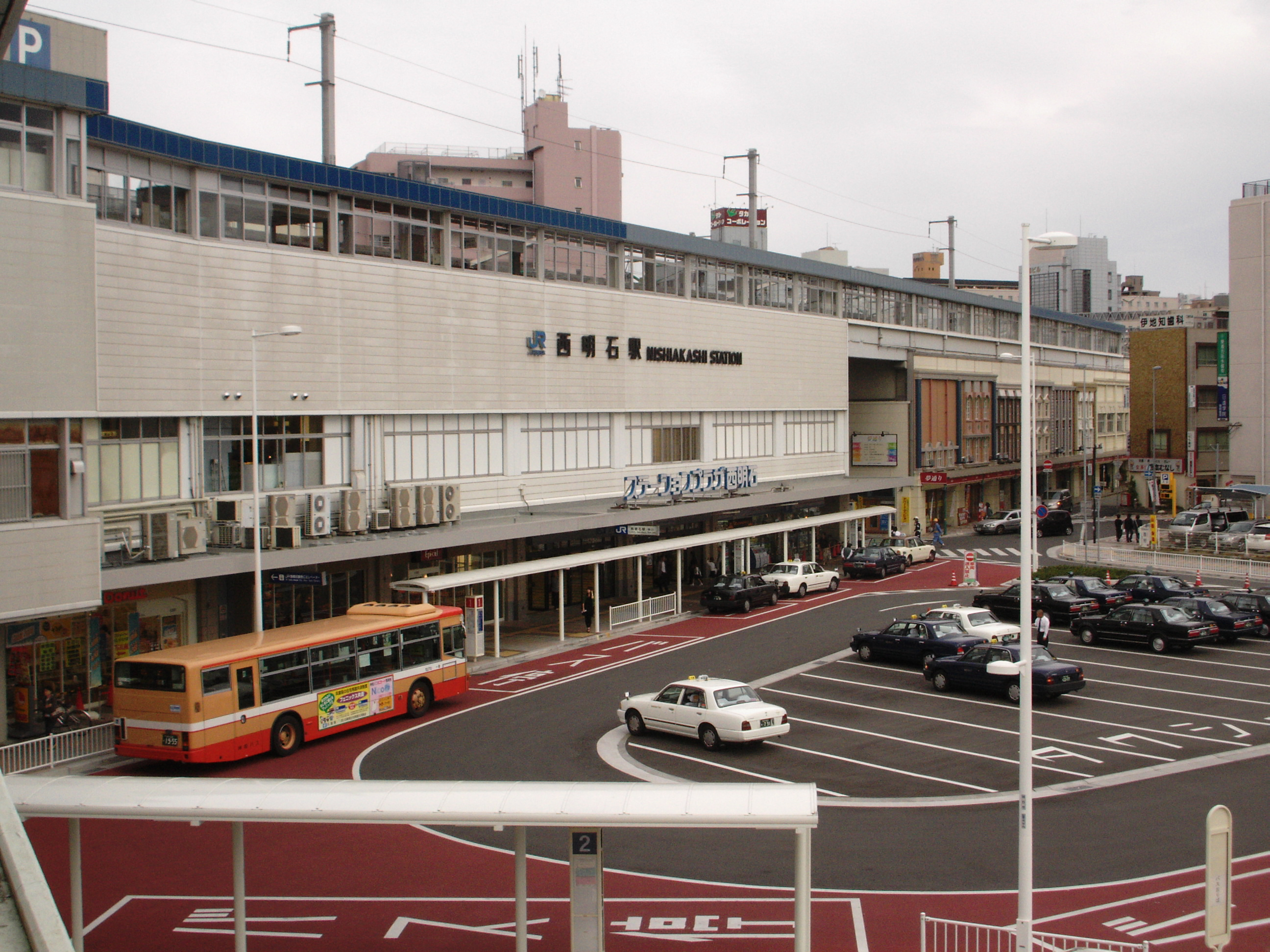
JR西明石車站
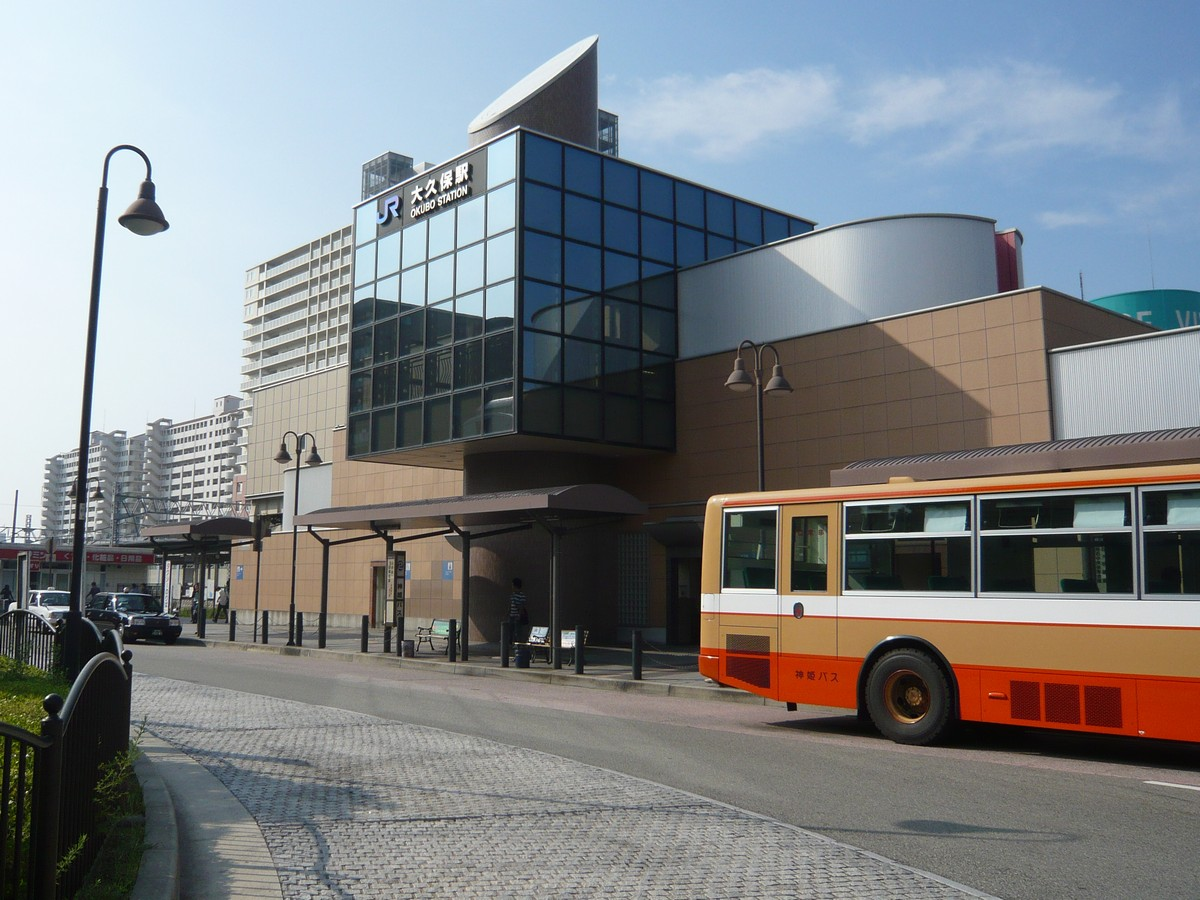
JR大久保車站
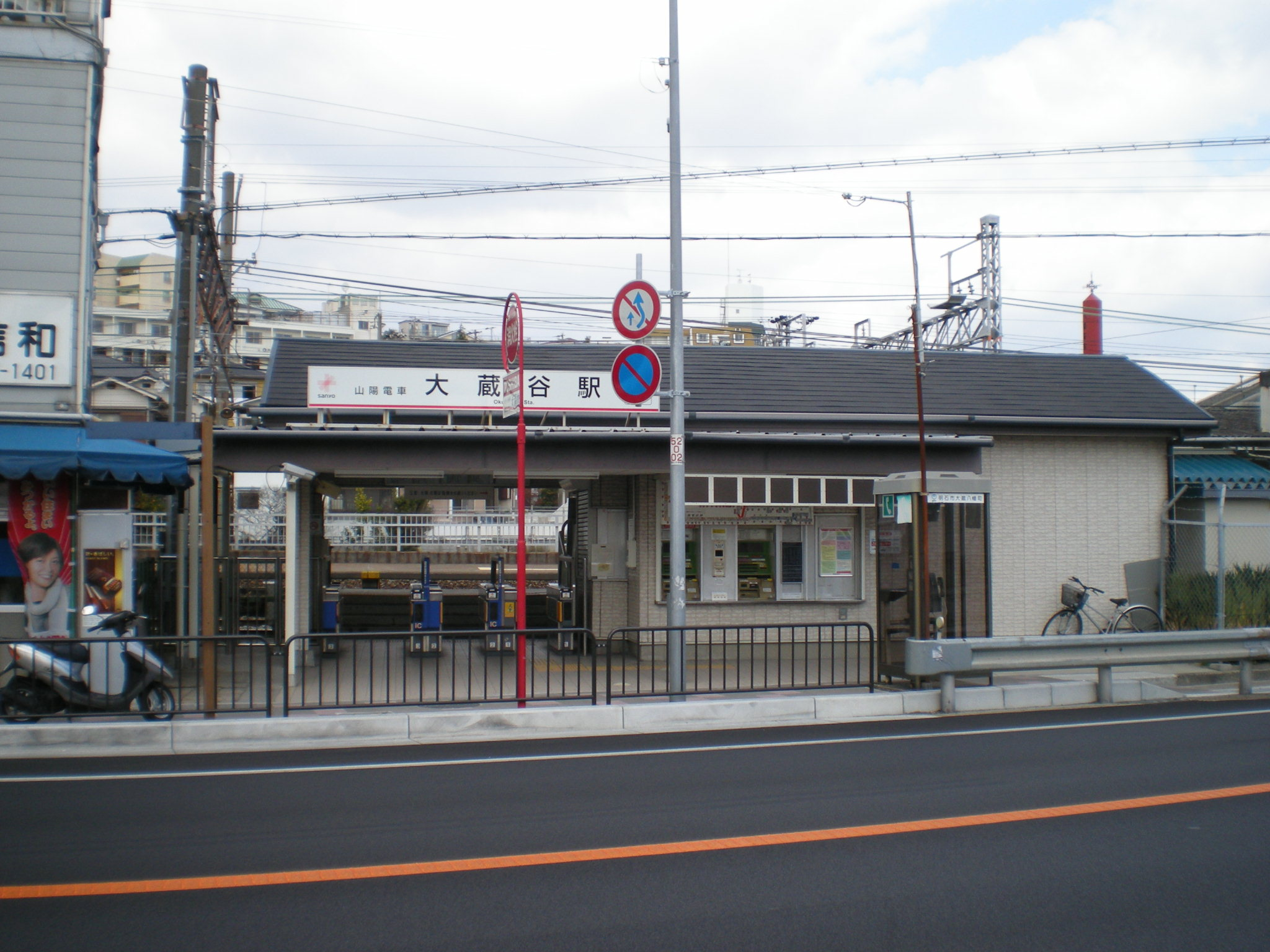
山陽電鐵大藏谷車站
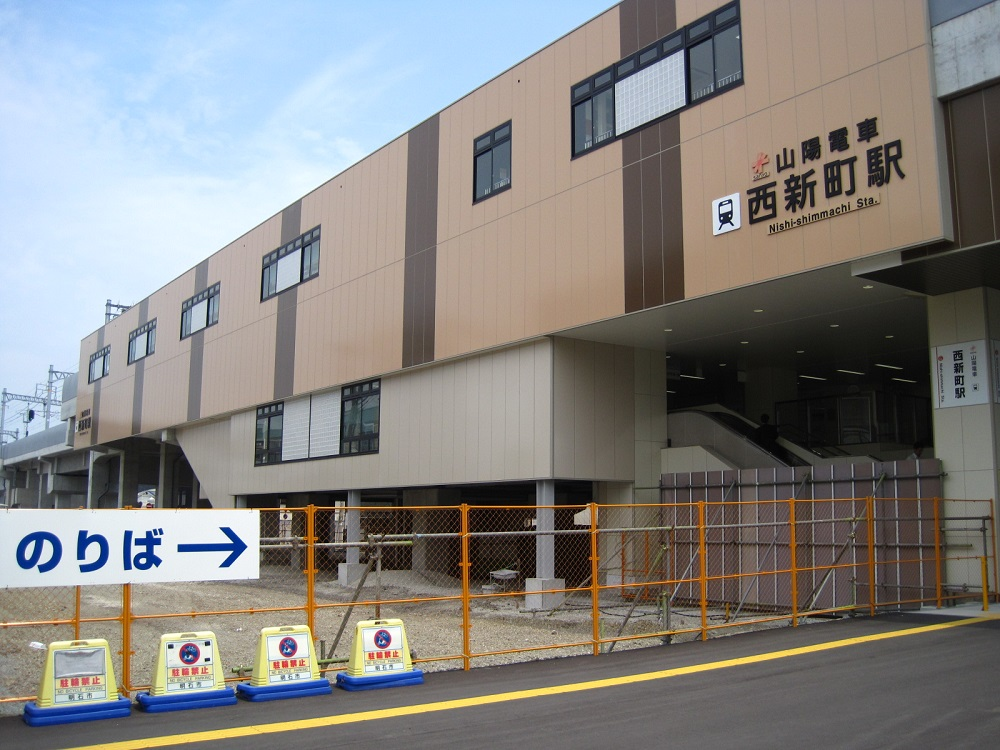
山陽電鐵西新町車站
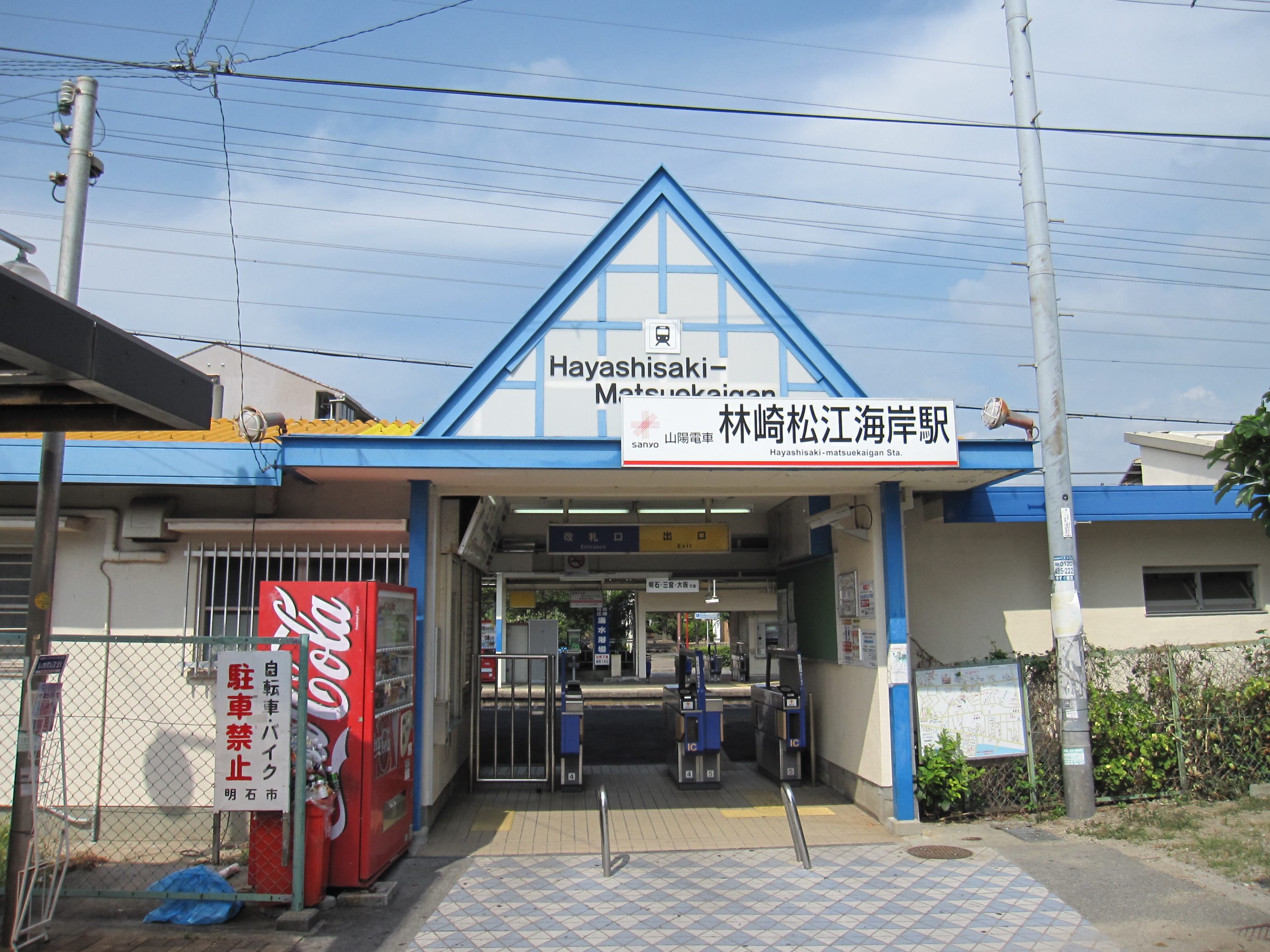
山陽電鐵林崎松江海岸車站
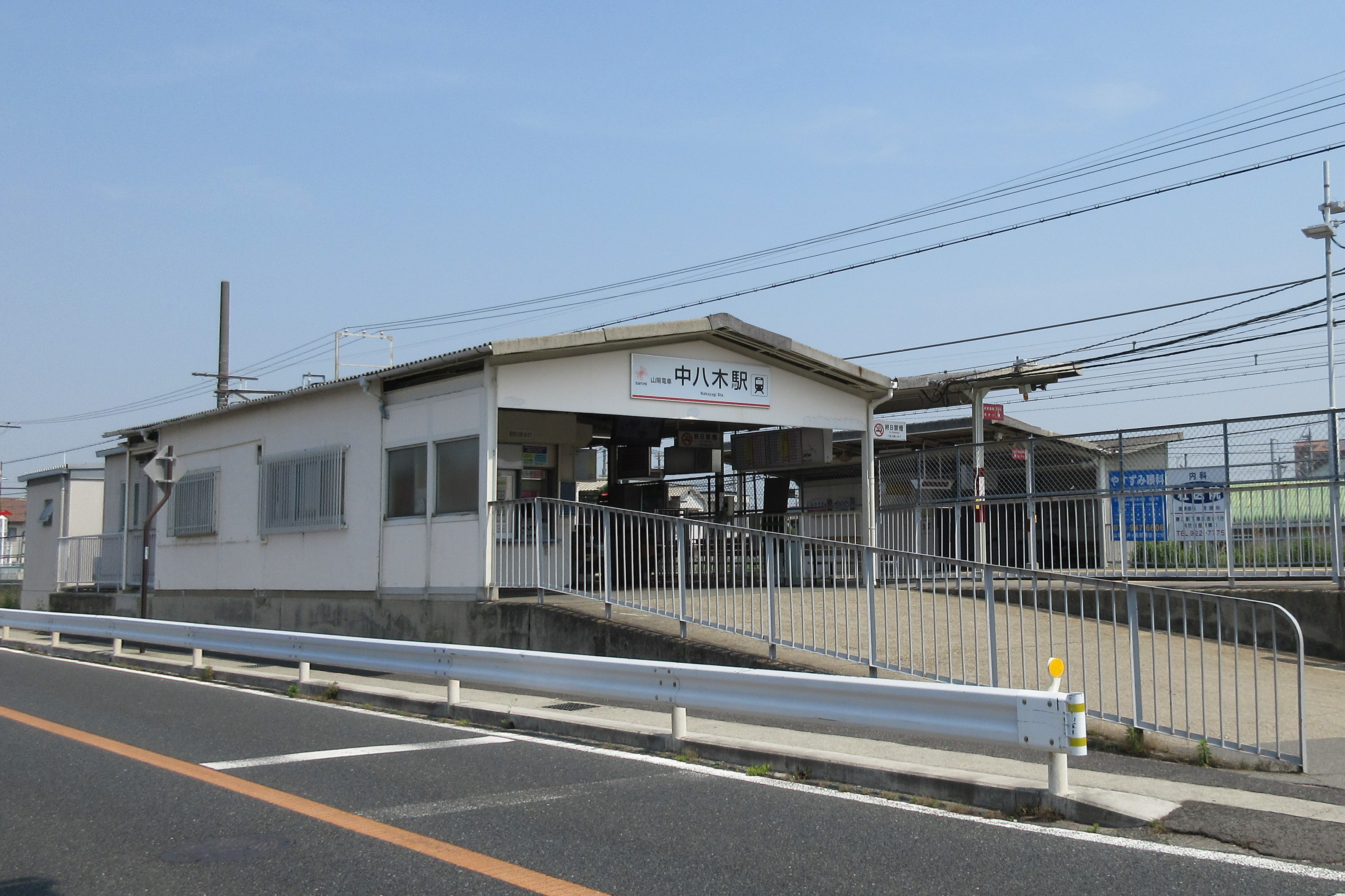
山陽電鐵中八木車站
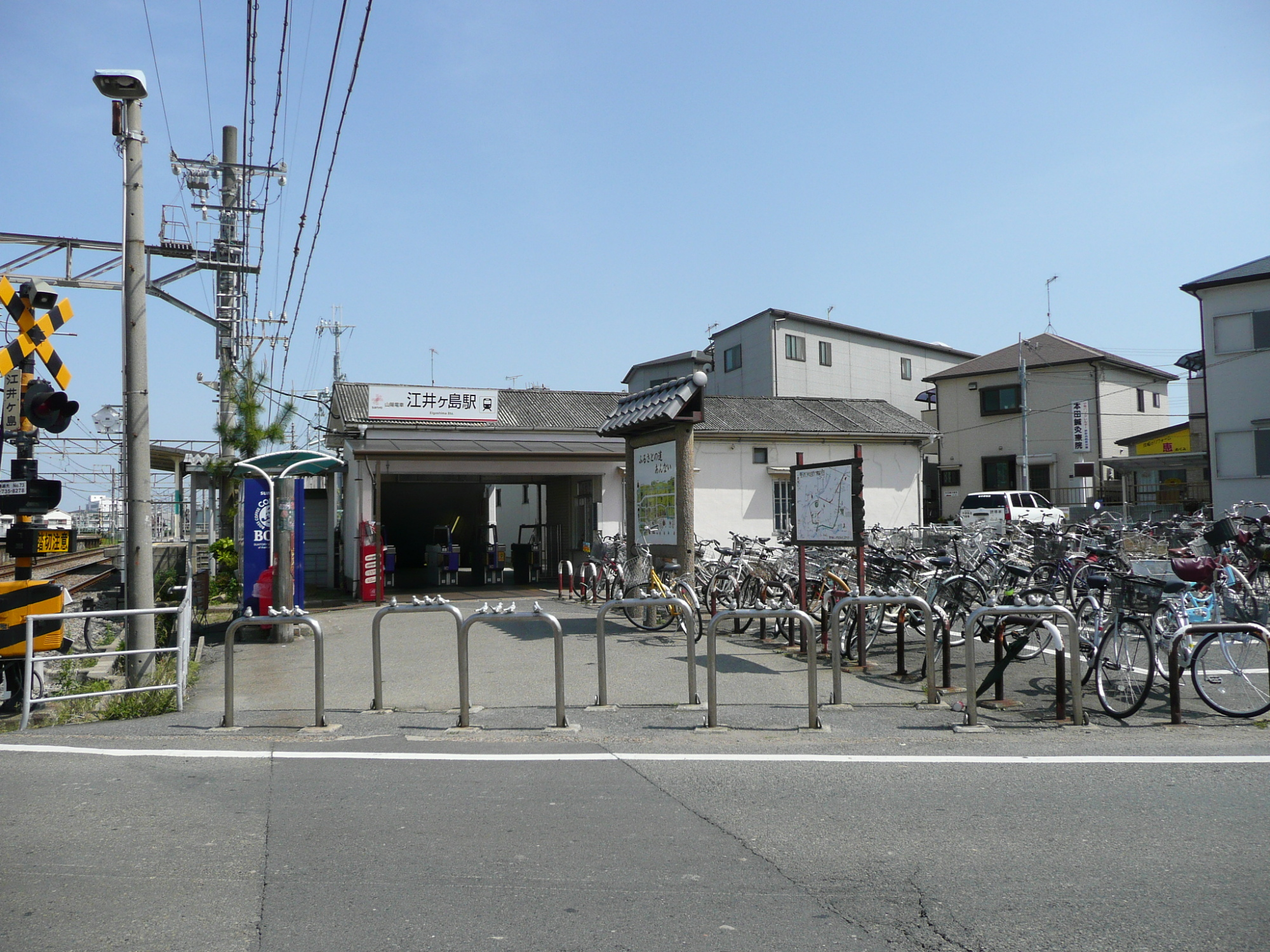
山陽電鐵江井島車站

### 道路
- 第二神明道路
- 國道2號
- 國道28號
- 國道175號（日语：国道175号）
- 國道250號
- 國道427號（日语：国道427号）

### 海上交通
在明石海峽大橋通車前，於明石港曾有明石淡路渡輪和淡路吉尼佛航線共三條航線可前往淡路島，現僅餘下淡路吉尼佛航線的一條航線。

## 觀光資源

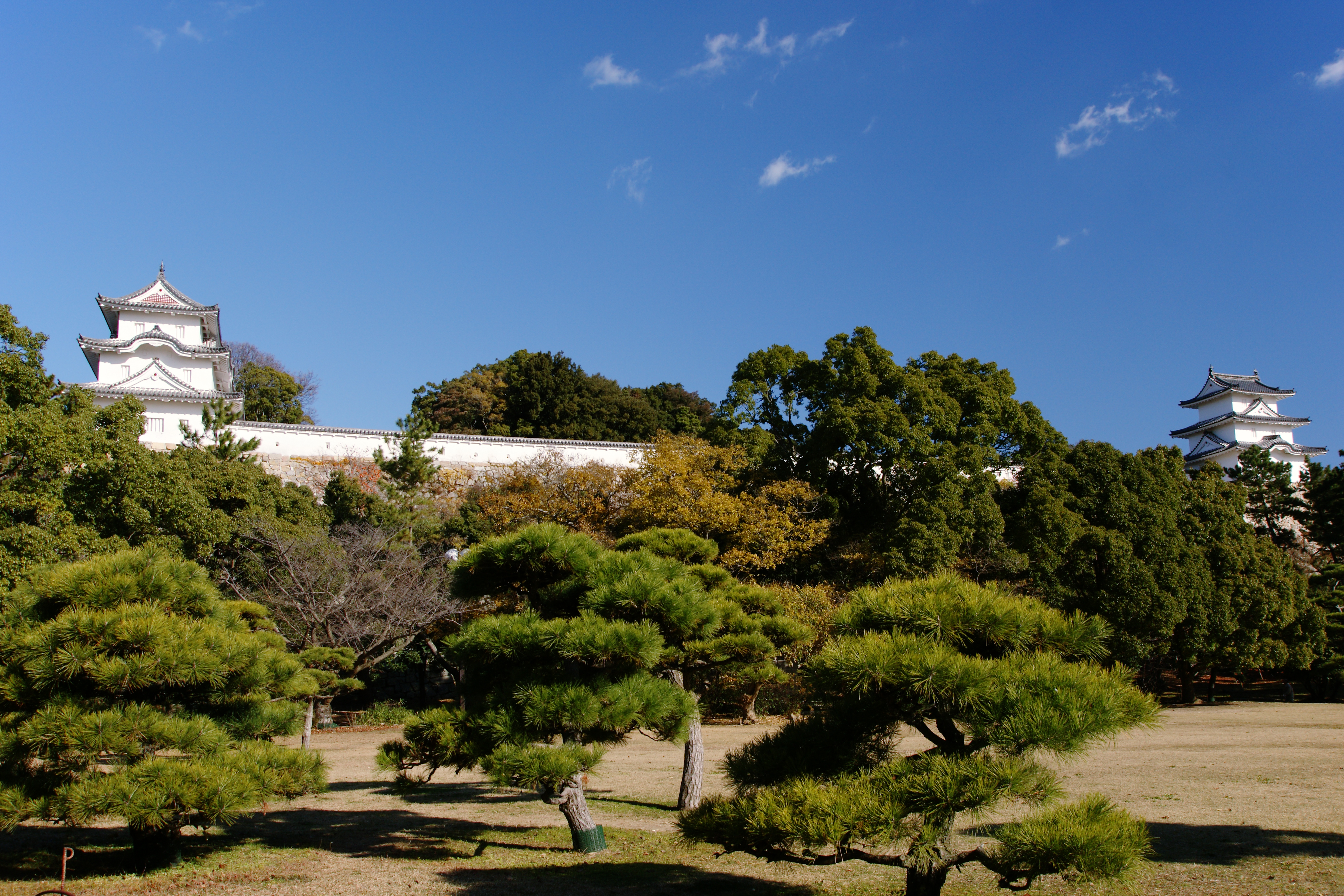
明石城遺址

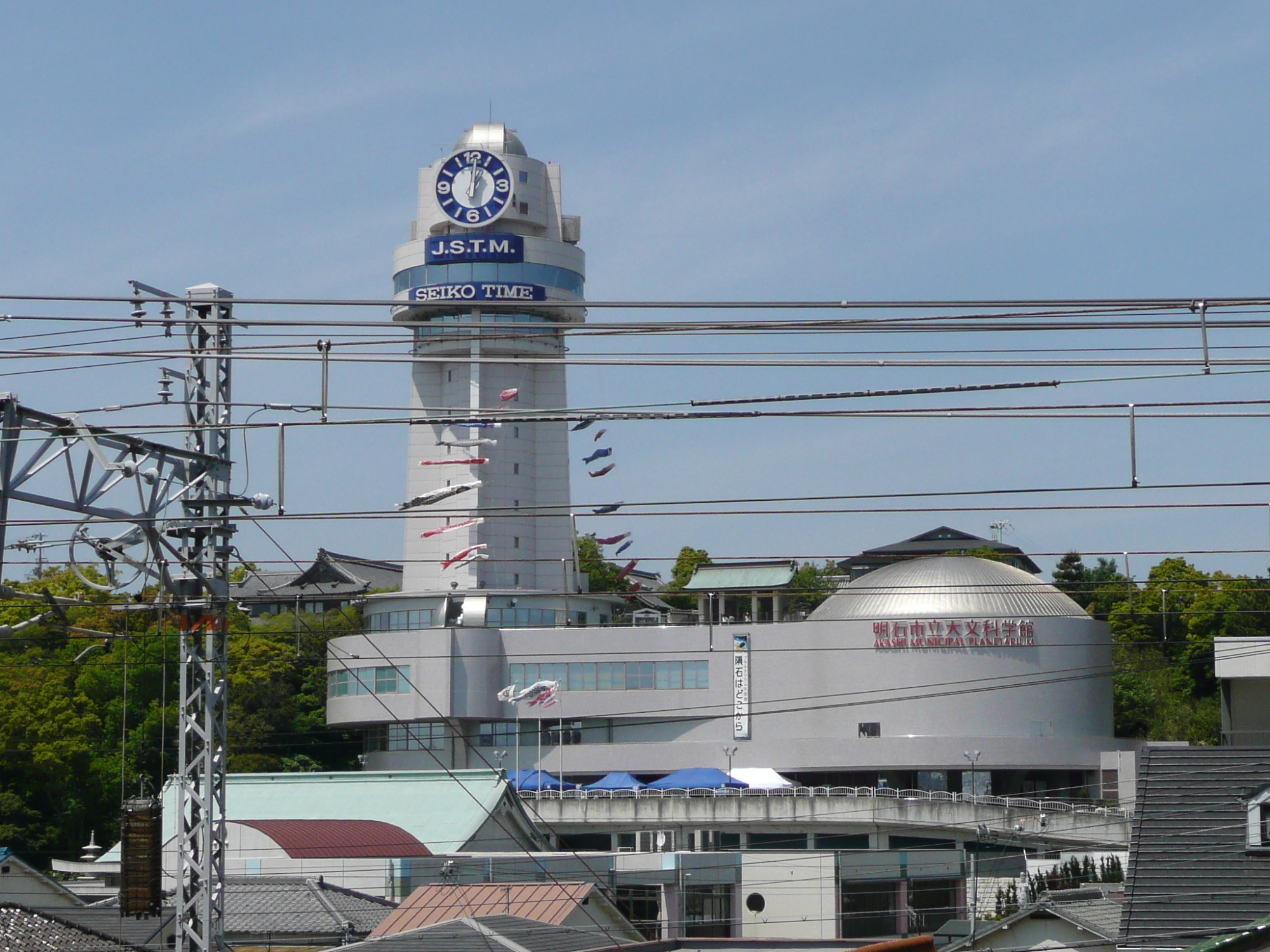
明石市立天文科學館

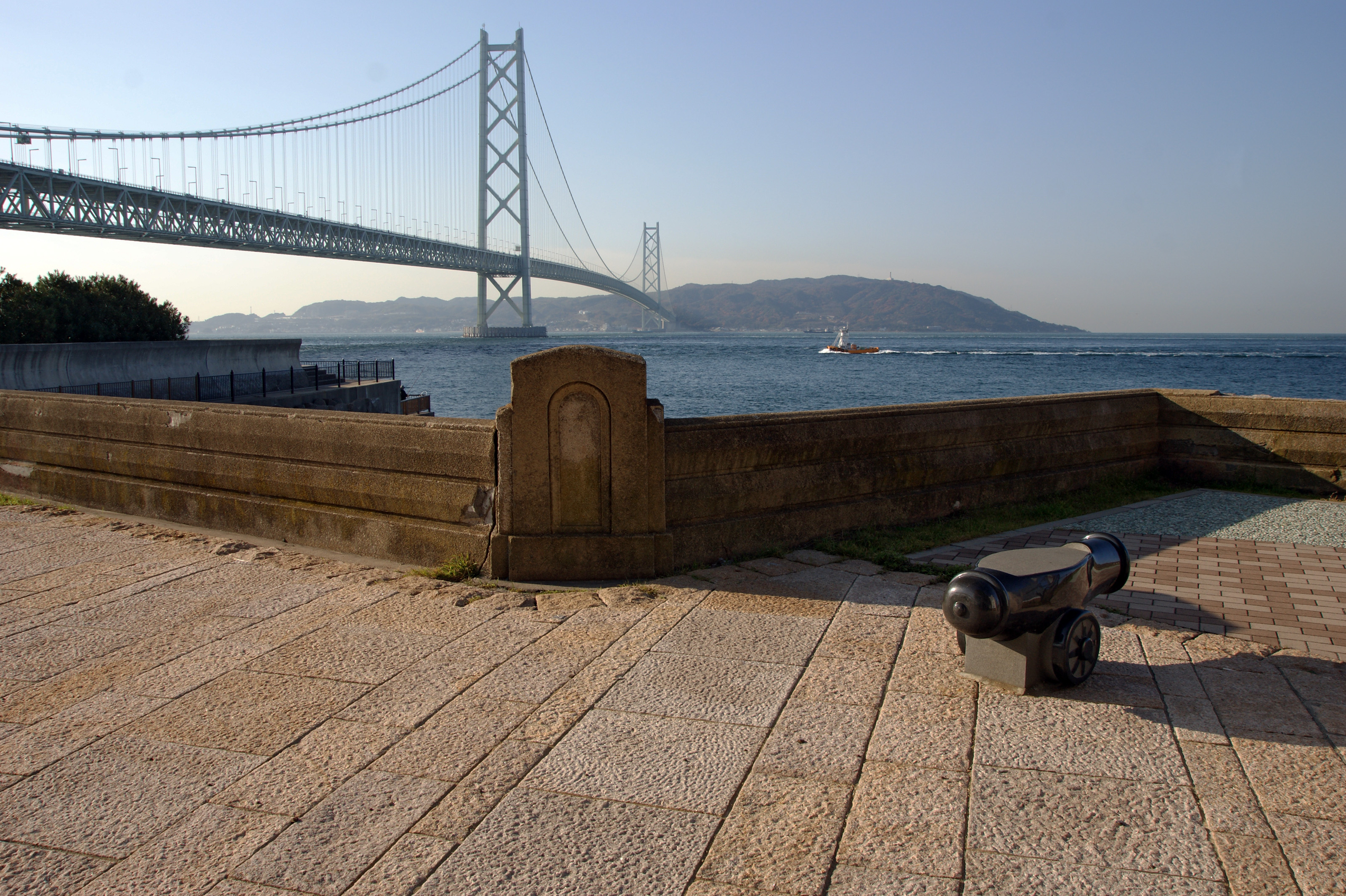
明石藩舞子台場遺址

- 明石市立天文科學館（日语：明石市立天文科学館）
- 明石城
- 魚住城（日语：魚住城）遺址
- 船上城（日语：船上城）遺址
- 明石藩舞子台場跡（日语：明石藩舞子台場跡）
- 明石公園（日语：兵庫県立明石公園）
- 岩佐家住宅（日语：岩佐家住宅）

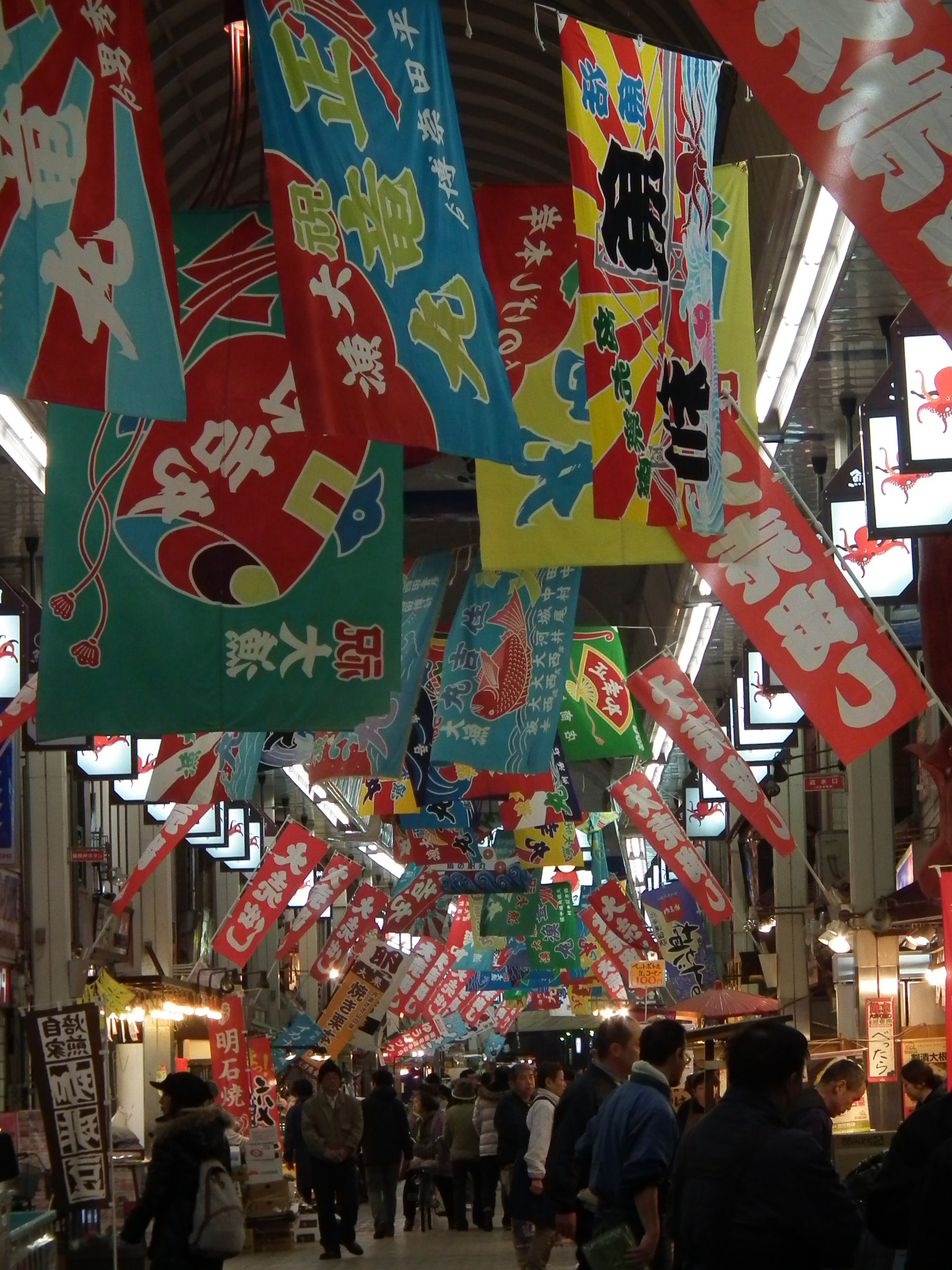
魚乃棚
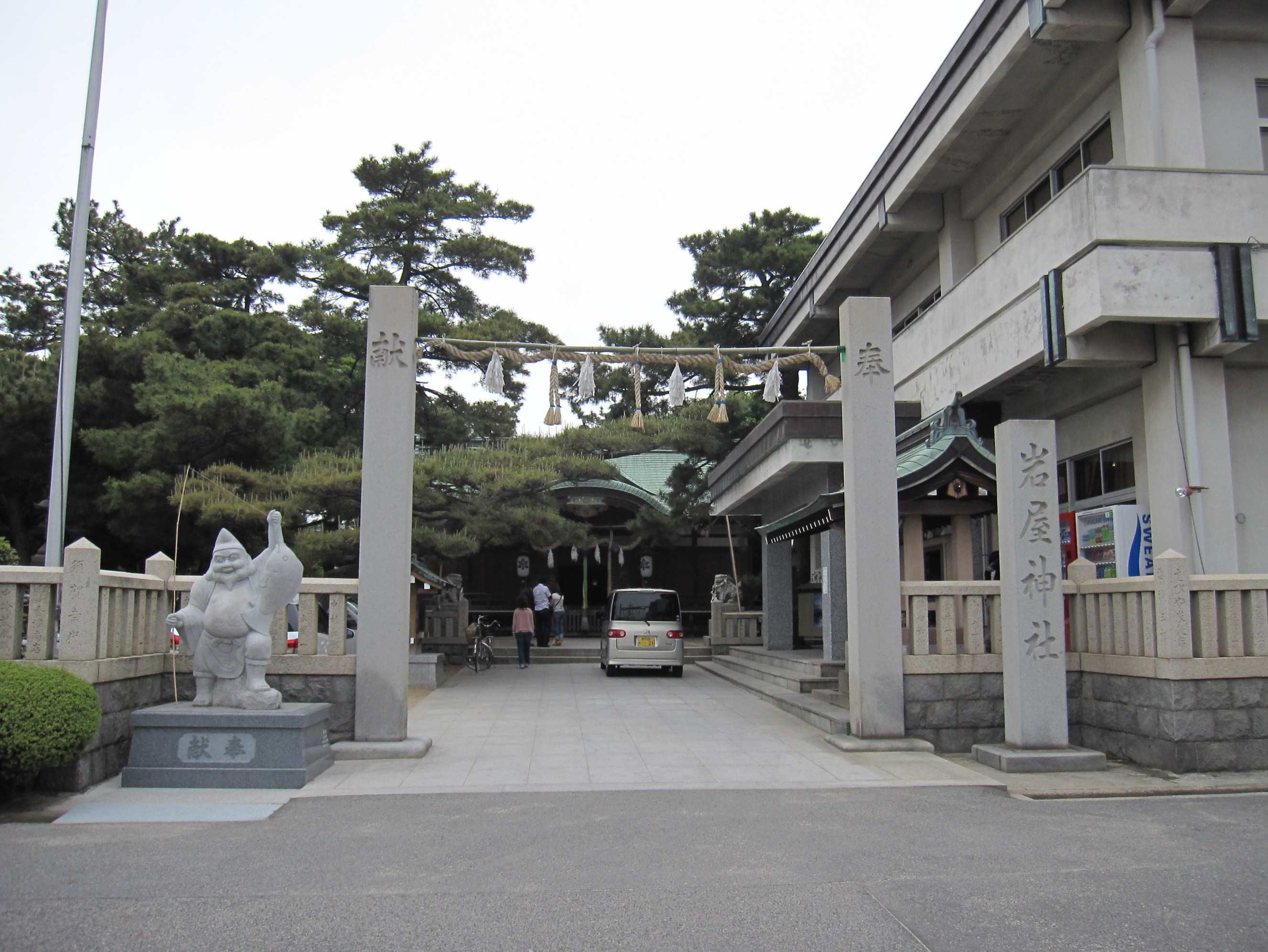
岩屋神社
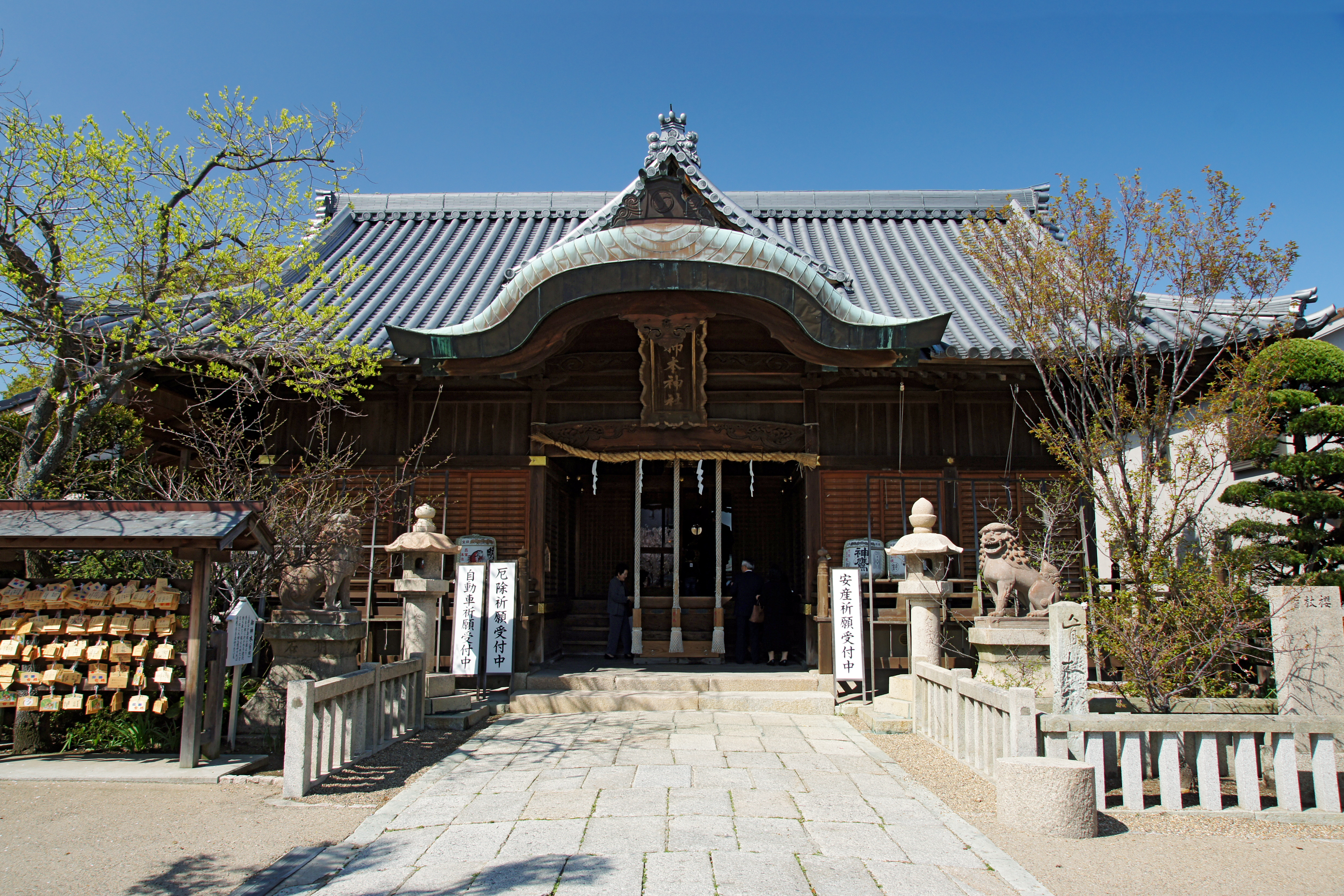
柿本神社
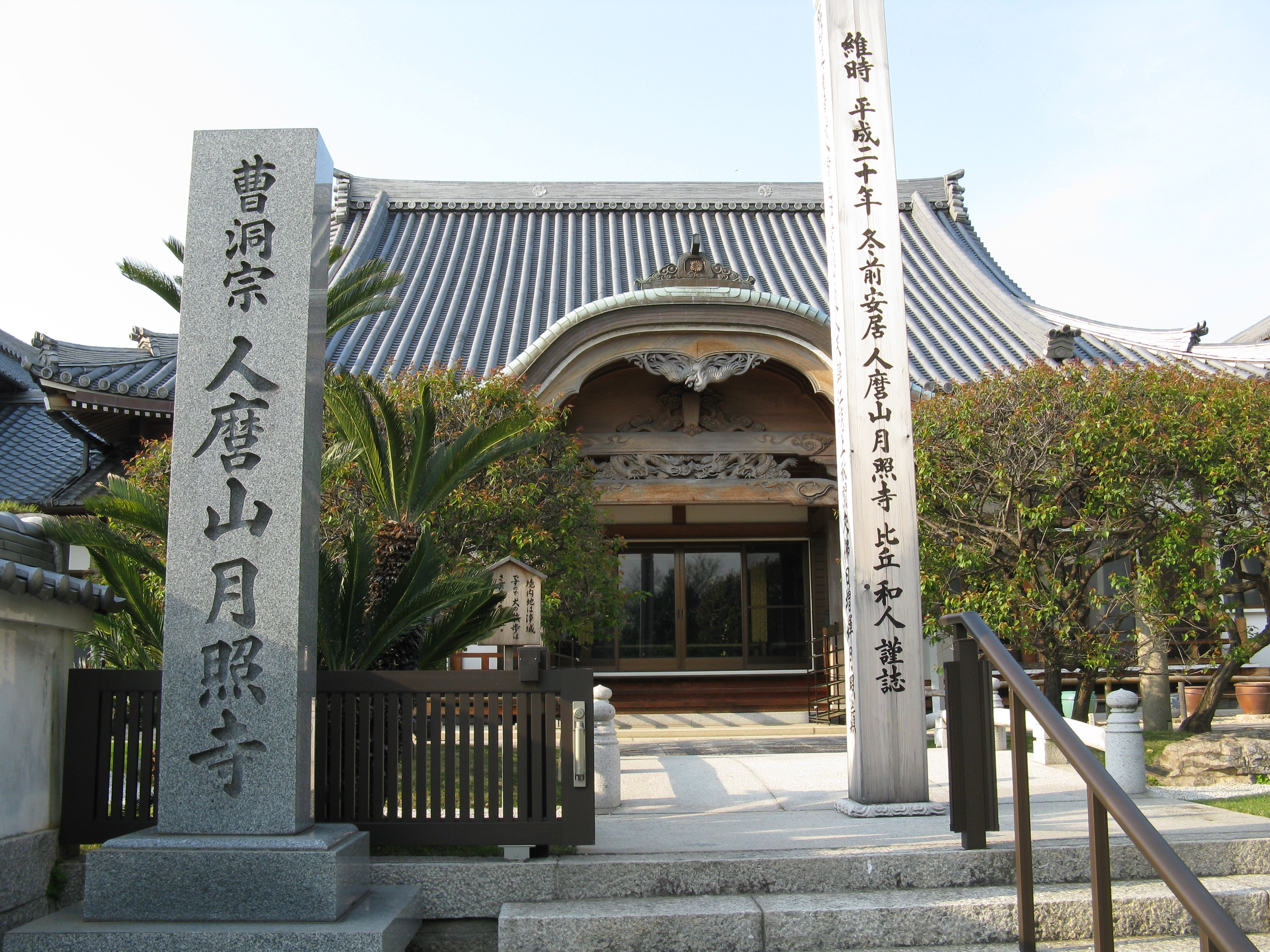
月照寺
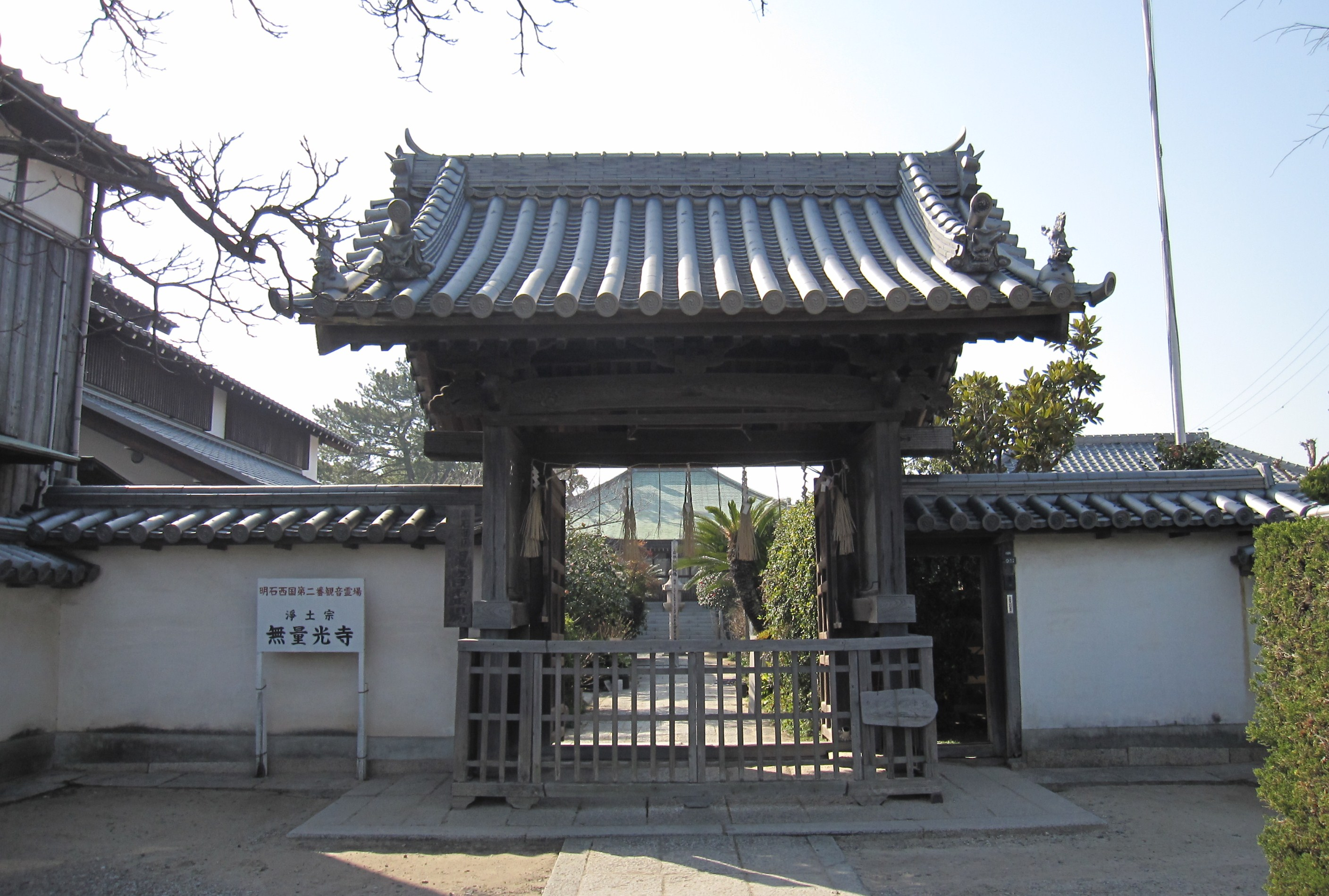
無量光寺
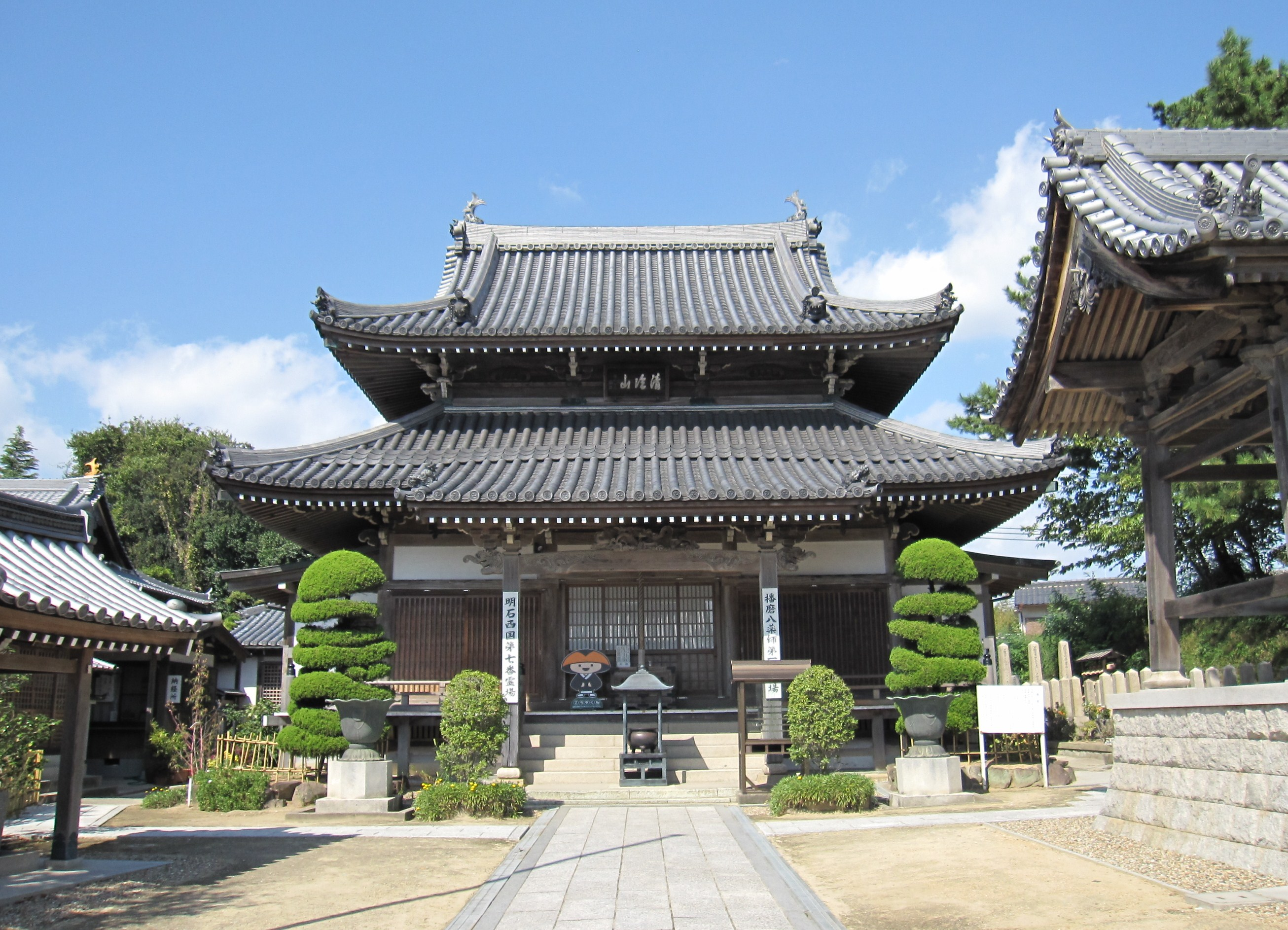
藥師院
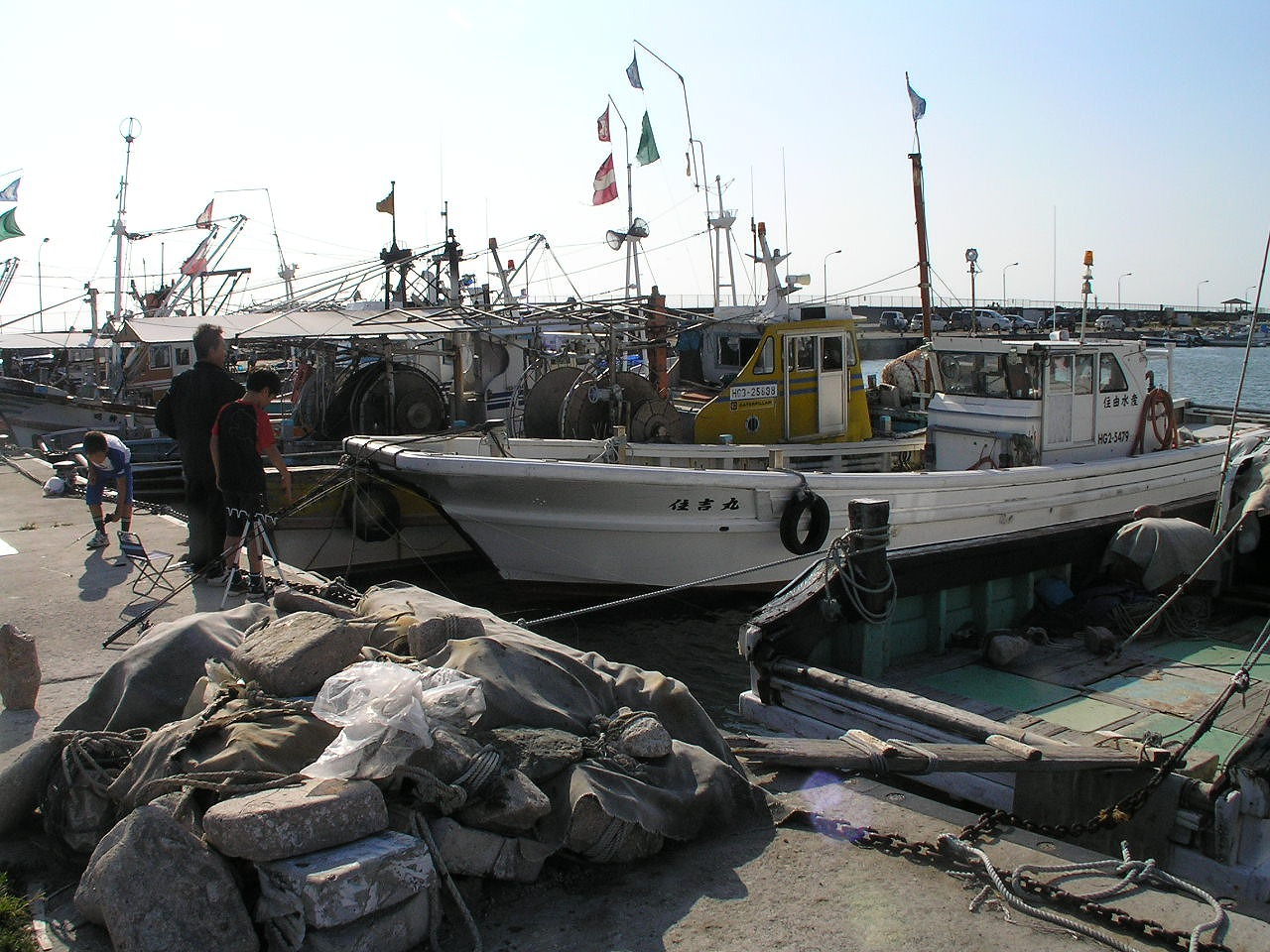
林崎漁港
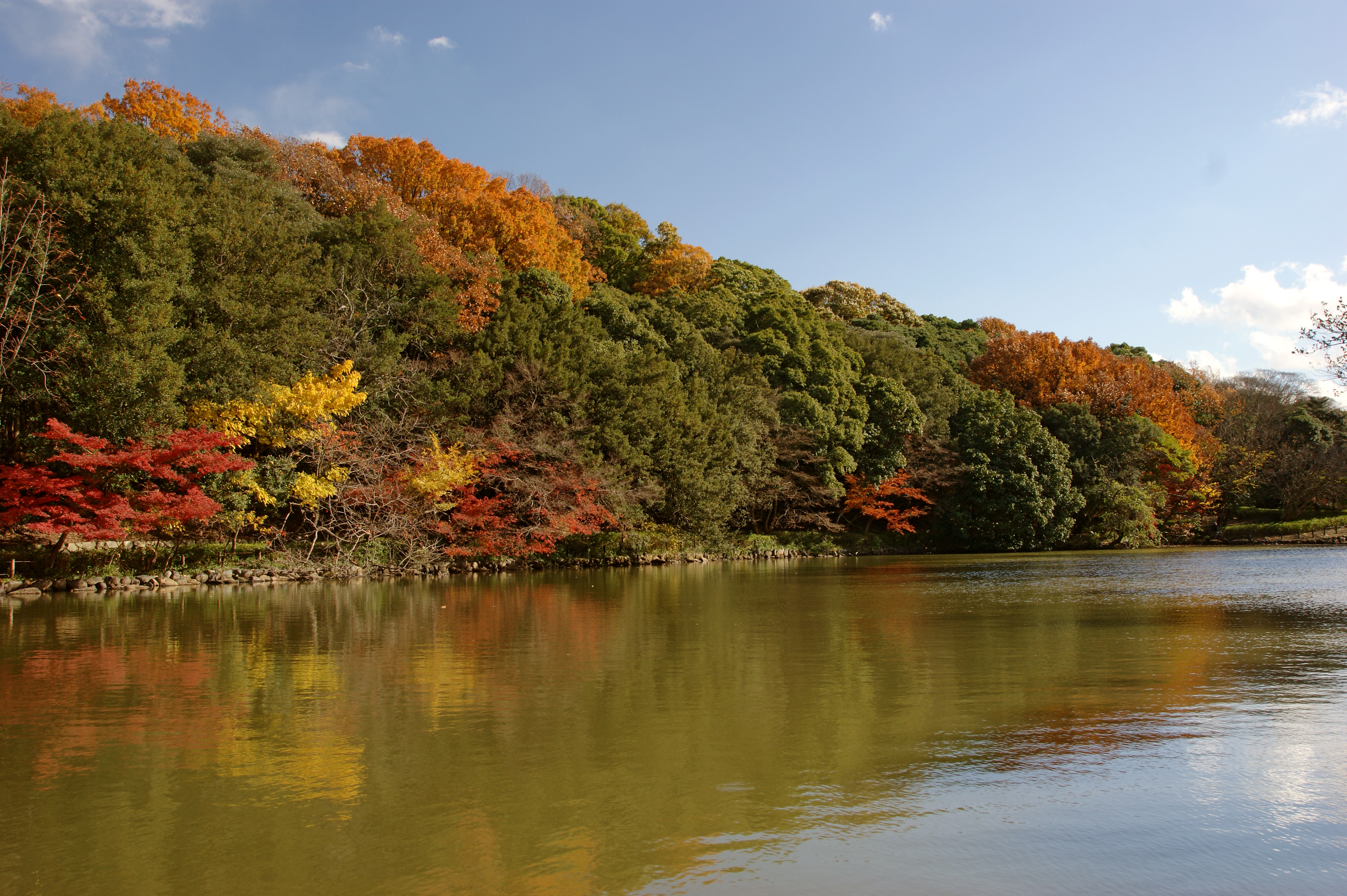
兵庫縣立明石公園
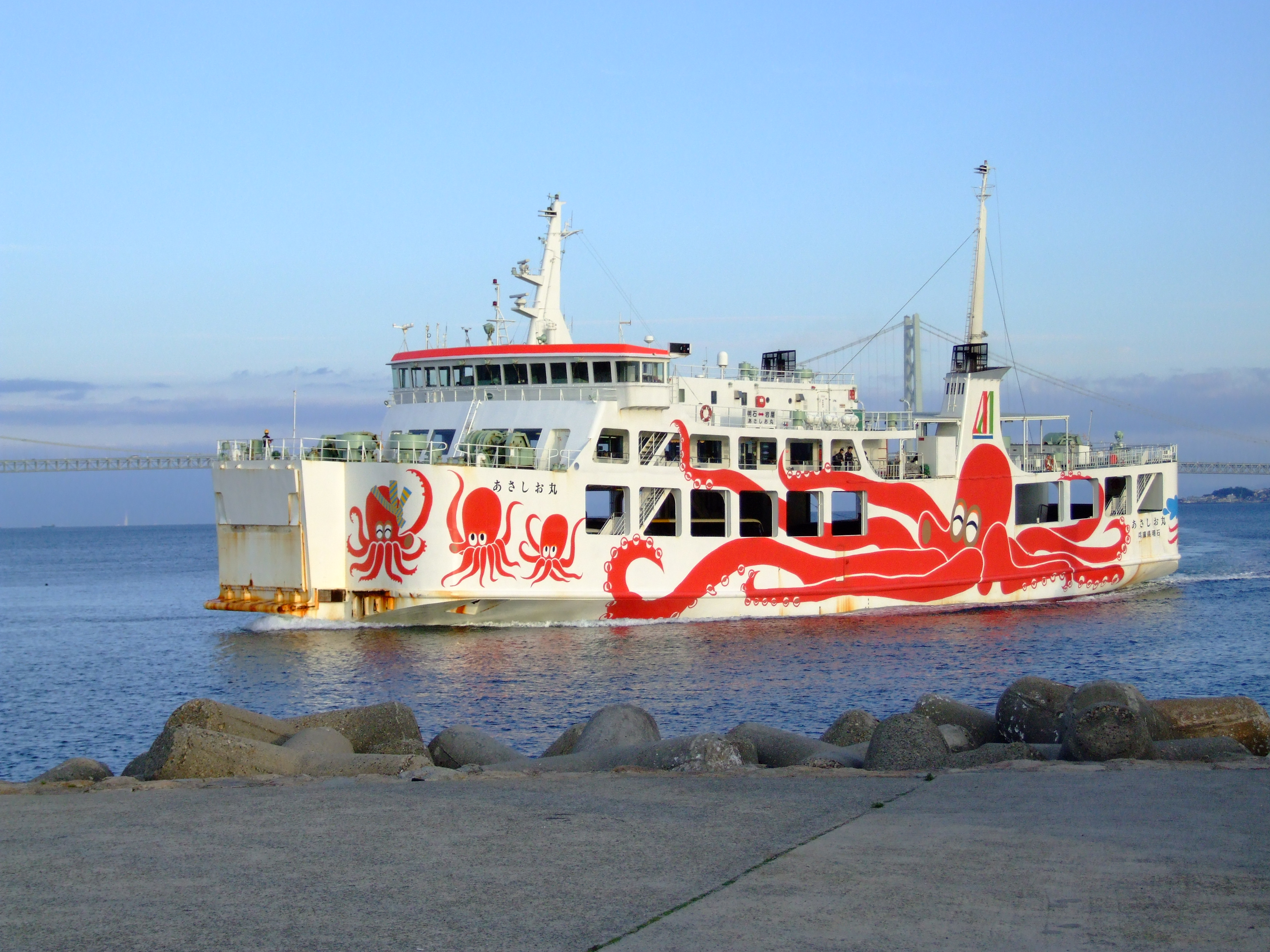
明石淡路渡船

## 姊妹、友好城市

### 日本
- 養父市（兵庫縣）
- 淡路市（兵庫縣）

### 海外
- 瓦列霍（美國加利福尼亚州）
- 無錫市（中華人民共和国江苏省）

## 教育

### 大學
- 兵庫縣立大學（明石校區）

## 本地出身之名人
- 荻野周史：流行病學學者
- 金月真美：聲優
- 小山正明：棒球選手
- 坂口智隆：棒球選手
- 平愛梨：演員
- 藤東知夏：聲優

## 名產
- 章魚
- 明石燒

## 外部連結
- （日語） 官方网站
- （日語） 明石觀光協會 （页面存档备份，存于）
- （日語） 明石市政府的Facebook專頁
- （日語） 明石市廣報課的X（前Twitter）
- （日語） 維客旅行上的明石 （页面存档备份，存于）
- 维基导游上有關明石市（英文）的旅行指南
- OpenStreetMap上有關明石市的地理